# Atrebati

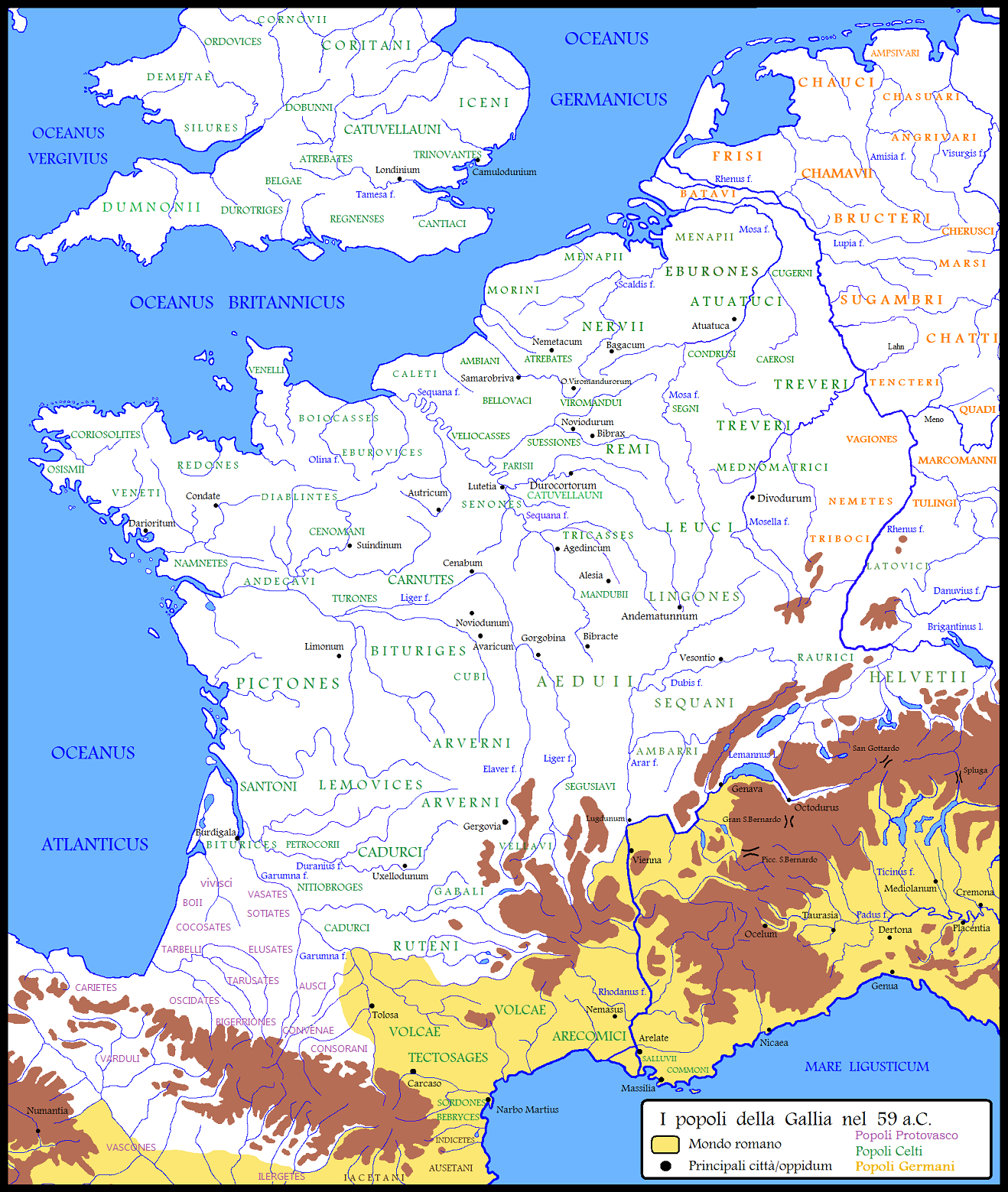
Le tribù galliche nel 58 a.C.

Gli Atrebati ("coloni") erano una tribù belgica della Gallia e della Britannia prima della conquista romana.

## Gli Atrebati in Gallia
Vivevano attorno all'odierna Artois (Francia settentrionale), con capitale Nemetocenna, l'odierna Arras.
Nel 57 a.C. parteciparono all'alleanza promossa dai Belgi contro Cesare, contribuendo con 15.000 uomini. Dato che non si giunse a una vera battaglia, l'alleanza si sciolse e Cesare marciò allora contro diverse tribù, sottomettendole.
Gli Atrebati si allearono con i Nervi e i Viromandui e attaccarono Cesare sul fiume Sambre. Agirono in maniera così rapida e inaspettata che alcuni Romani non ebbero il tempo di trovare rifugio. Cesare riuscì però a rovesciare la situazione: i Nervi sarebbero stati quasi del tutto annientati. Gli Atuatuci, che si stavano dirigendo verso la battaglia, tornarono indietro.
Dopo la sottomissione degli Atrebati, Cesare mise sul trono uno di loro, Commio, che, poi, partecipò alle Spedizioni cesariane in Britannia (55 a.C. - 54 a.C.) e negoziò la resa di Cassivellauno. In cambio dei suoi servigi, gli fu concesso di guidare la tribù dei Morini. Tuttavia, nel 52 a.C., si unì ai ribelli guidati da Vercingetorige. Dopo la resa di Vercingetorige, Commio ebbe altri scontri coi romani, negoziò una tregua con Marco Antonio e alla fine fuggì con alcuni suoi seguaci in Britannia. Ciononostante sembra aver mantenuto una certa influenza in Gallia.
Nel II secolo d.C. Tolomeo nella sua Geografia afferma che gli "Atrebati" vivevano sulla costa della Gallia belgica vicino al fiume Sequana (odierna Senna) e menziona, come loro città, Metacum.

## Gli Atrebati in Britannia

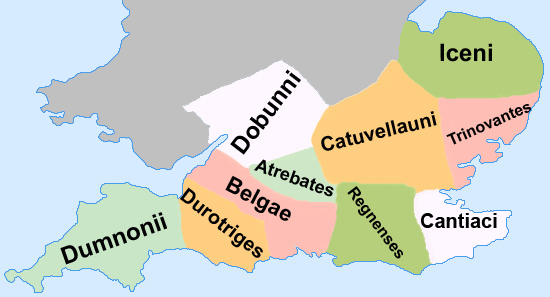
La posizione degli Atrebati rispetto alle altre popolazioni del sud della Britannia, prima della costituzione della provincia romana

Commio divenne subito sovrano degli Atrebati britannici e sembra aver fondato un regno. Il loro territorio comprendeva il moderno Hampshire, il Sussex occidentale e il Surrey, incentrato sulla capitale Calleva Atrebatum (odierna Silchester). L'insediamento degli Atrebati in Britannia non fu un movimento di massa. Secondo l'archeologo Barry Cunliffe si sarebbe trattato di «una serie le tribù indigene, forse con un certo numero di elementi belgici immigrati».
È possibile che il termine "Atrebati" si riferisse soltanto alla casa o alla dinastia regnante e non a un intero gruppo etnico. Commio e i suoi seguaci, dopo essere arrivati in Britannia, potrebbero aver espanso gradualmente la loro sfera d'influenza, creando una specie di proto-Stato. Comunque è ipotizzabile che Commio avesse in Britannia qualche parente: infatti, durante la prima spedizione cesariana nell'isola (55 a.C.), egli fu in grado di fornire un piccolo contingente di cavalleria, dopo che quella romana non aveva potuto attraversare la Manica. Dopodiché gli Atrebati furono riconosciuti come regno cliente di Roma.
Tre successivi sovrani degli Atrebati britannici sulle loro monete si definivano figli di Commio: Tincomaro, Eppillo e Verica. Tincomaro sembrerebbe aver regnato dal 25 a.C. al 20 a.C. insieme al padre. Dopo la morte di quest'ultimo, Tincomaro regnò sulla parte settentrionale del regno da Calleva, mentre Eppillo dominò il sud da Noviomago (Chichester). Testimonianze numismatiche e archeologiche suggeriscono che Tincomaro assunse un atteggiamento più filo-romano rispetto al padre e John Creighton, basandosi sul linguaggio figurato delle monete, ipotizza che sarebbe stato un ostaggio diplomatico sotto il regno di Augusto.
Le Res gestae divi Augusti menzionano due re britannici supplici presso l'imperatore (forse attorno al 7 d.C.). Il passo è corrotto, ma uno dei due potrebbe essere stato proprio Tincomaro (l'altro Dubnovellauno dei Trinovanti o dei Cantiaci). Tincomaro sarebbe stato spodestato dal fratello Epillo, sulle cui monete, a un certo punto, si legge "Rex". Ciò indicherebbe che sarebbe stato riconosciuto come sovrano dai Romani.
Attorno al 15, a Eppillo successe al trono Verica (più o meno nello stesso periodo, un sovrano di nome Eppillo fece la sua comparsa come re dei Cantiaci, nel Kent). Ma il regno di Verica era pressato dall'espansione dei Catuvellauni di Cunobelino. Calleva cadde nelle mani di Epaticco, fratello di Cunobelino, attorno al 25. Verica riconquistò parte del territorio dopo la morte di Epaticco (attorno al 35), ma il figlio di Cunobelino, Carataco, assunse la direzione della campagna militare e sottomise gli Atrebati (inizi degli anni quaranta). Verica fuggì a Roma, dando così al nuovo imperatore Claudio il pretesto per la conquista della Britannia. Dopo che i Romani ebbero preso possesso dell'isola, parte delle terre degli Atrebati fu organizzata nel regno filo-romano dei Regnensi, sotto Tiberio Claudio Cogidubno, che era forse il figlio di Verica. Il territorio tribale fu più tardi organizzato nelle civitates (distretti amministrativi della provincia romana) degli Atrebati, Regnensi e forse Belgi.

### Fonti primarie
- Gaio Giulio Cesare, De bello Gallico
- Augusto, Res gestae divi Augusti
- Sesto Giulio Frontino, Strategemata
- Claudio Tolomeo, Geografia
- Cassio Dione, Storia romana

### Letteratura storiografica
- (EN)  Barry Cunliffe, Iron Age Britain
- (EN)  Sheppard Frere, Britannia
- (EN)  John Creighton (2000), Coins and power in Late Iron Age Britain, Cambridge University Press